# Wan Laisheng
Wan Laisheng (万籁声 ; 1903-1992) est un écrivain et pratiquant des arts martiaux chinois.

## Jeunesse et formation
Wan naît à Hubei en 1903, dans une famille aisée d'universitaires. Il étudie à l'Université agricole de Chine et, après avoir obtenu son diplôme, y enseigne.
C'est à l'université qu'il rencontre Liu Xinzhou, qui lui enseigne le Liu He Men (style des six harmonies) de la boxe Shaolin. Wan entre également en contact avec le maître des arts martiaux Du Xinwu, qui travaillait au ministère de l'Agriculture, et avait appris la boxe Zi ran men ou "boxe naturelle".

## Carrière d'écrivain
Pendant qu'il travaille à l'université, Wan a écrit une série d'articles sur les arts martiaux pour le Chen Bao Morning News.
En 1928, ces articles sont republiés sous forme de livre, Un recueil de critiques sur les arts martiaux.
Au cours de sa carrière, Wan écrit seize livres sur des sujets variés. Le plus connu est La base commune des arts martiaux (1927), un traité sur de nombreux aspects des arts martiaux, avec un accent particulier mis sur le rôle de la diffusion des arts martiaux en matière de santé publique.
Dans cet ouvrage, Wan recommande d'analyser et de moderniser les arts martiaux traditionnels chinois, un point de vue auquel feront écho Bruce Lee et d’autres revivalistes cinquante ans plus tard.
Parmi les autres livres de Wan, citons des ouvrages sur la philosophie, la médecine (Orthopédie traditionnelle chinoise ), les arts martiaux (Zi Ran Men , la boxe Shaolin Lou Han illustrée) et la biographie historique (Zhang Sun Fen ).

## Carrière dans les arts martiaux
Au moment où il commence sa carrière d'écrivain, Wan devient également célèbre à l'échelle nationale pour ses participations aux compétitions d'arts martiaux.
Son succès au premier concours national de l'institut central Guoshu en 1928 lui permet d'obtenir un poste gouvernemental de directeur de l'Académie des arts martiaux Guangdon-Guangxi. Il suscite également l'intérêt de Liu Baichuan, un maître du style Shaolin Luohan.
En entendant parler des exploits de Wan lors de la compétition, Liu se rend de Shanghai à Nanjing pour défier le nouveau venu. Du Xinwu, l'enseignant de Wan, relève le défi et recommande ensuite à Liu de prendre Wan comme élève.
Wan était l'un des "Cinq Tigres" (les autres étant Gu Ruzhang , Li Xianwu, Wang Xiao et Fu Zhensong) envoyés à Guangzhou pour enseigner leurs méthodes d'arts martiaux,.
Wan occupe plusieurs postes au cours de sa carrière d'enseignant. Il est entre autres responsable du gymnase Ling Guang Wushu et instructeur en chef au centre de formation militaire de Wushu. Il dirige par la suite le Hunan Wushu Institute et enseigne à l'Université du Guangxi.
En 1939, il fonde l'École d'éducation physique des enseignants de Yong'an.
En 1944, il devient professeur de sport à la Fujian Agriculture and Forestry University, son dernier poste d'enseignant. Il prend sa retraite d'enseignant des arts martiaux en 1951, mais en demeure un pratiquant actif jusqu'à sa mort.